# Municipio de Clay (condado de Tuscarawas)
El municipio de Clay (en inglés: Clay Township) es un municipio ubicado en el condado de Tuscarawas en el estado estadounidense de Ohio. En el año 2010 tenía una población de 2017 habitantes y una densidad poblacional de 31,54 personas por km².

## Geografía
El municipio de Clay se encuentra ubicado en las coordenadas 40°20′56″N 81°27′14″O / 40.34889, -81.45389. Según la Oficina del Censo de los Estados Unidos, el municipio tiene una superficie total de 63.95 km², de la cual 62,7 km² corresponden a tierra firme y (1,95 %) 1,25 km² es agua.

## Demografía
Según el censo de 2010, había 2017 personas residiendo en el municipio de Clay. La densidad de población era de 31,54 hab./km². De los 2017 habitantes, el municipio de Clay estaba compuesto por el 99,11 % blancos, el 0,15 % eran afroamericanos, el 0,1 % eran amerindios, el 0,15 % eran de otras razas y el 0,5 % eran de una mezcla de razas. Del total de la población el 0,4 % eran hispanos o latinos de cualquier raza.